# Laura Donnelly
Laura Donnelly (* 20. srpna 1982 Belfast, Severní Irsko, Spojené království) je severoirská herečka.
V britské televizi debutovala v roce 2005 v seriálu Sugar Rush, ve vedlejších rolích se v následujících letech představila i v dalších seriálech, např. Casualty, Hex či Merlin. V roce 2012 hrála v americkém seriálu Pohřešovaný a o rok později se objevila v irsko-britském seriálu Pád. Mezi lety 2014 a 2017 působila v seriálu Cizinka, roku 2016 ztvárnila Elvinu v seriálu Beowulf: Návrat do Shieldlandu. Hrála také v několika filmech, např. Dread (2009), The Program: Pád legendy (2015) či Tolkien (2019), a působí také v divadle.